# سسنا ۶۲۰
سسنا ۶۲۰ (به انگلیسی: Cessna 620) یک هواگرد ساختِ کارخانهٔ سسنا در کشور ایالات متحده آمریکا است . این هواگرد برای نخستین بار در ۱۱ اوت ۱۹۵۶ میلادی مورد استفاده قرار گرفت.